# Censura militar israelí

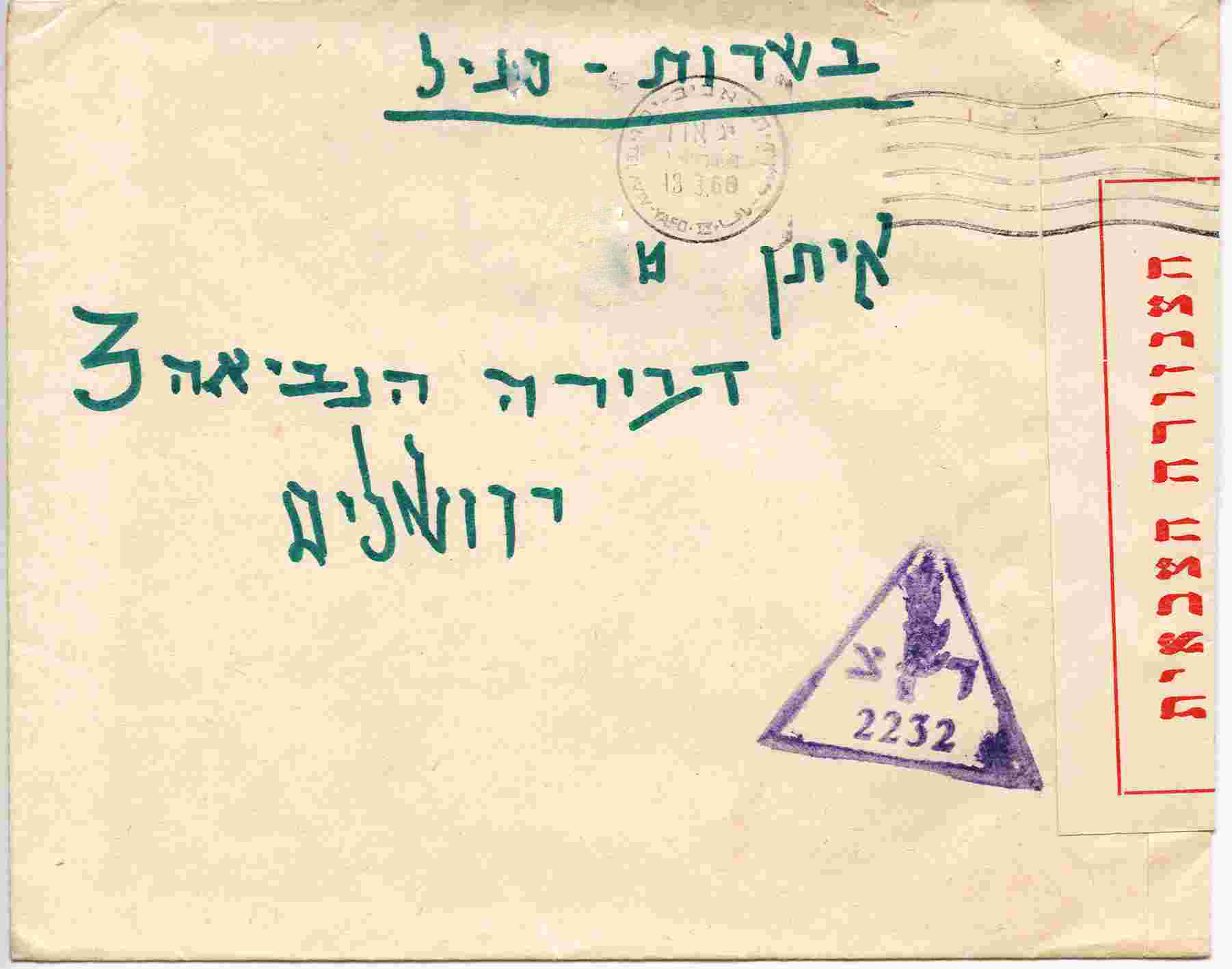
Carta de un soldado israelí censurada en 1968. El sello triangular representa el logotipo del ejército israelí (una espada envuelta por una rama de olivo) y señala la identificación postal de la unidad militar del remitente. La inscripción roja en la pegatina de la derecha indica que la carta había sido inspeccionada por el censor militar israelí.

La censura militar israelí (en hebreo: הצנזורה הצבאית‎) es ejercida por una unidad de la Dirección de Inteligencia Militar del ejército israelí y supone una censura preventiva dentro del Estado de Israel que afecta a la publicación de información que pudiera afectar la seguridad del Estado. El organismo está encabezado por el Censor Jefe israelí, un oficial militar designado por el Ministro de Defensa, quien otorga al Censor Jefe la autoridad para impedir que la información que considere comprometedora se haga pública en los medios. El censor militar israelí censura una media anual de 2.240 artículos de prensa en Israel, de los cuales aproximadamente 240 son censurados en su totalidad y alrededor de 2.000 parcialmente.

## Acuerdo de censura
El Acuerdo de Censura fue firmado en 1966 por los representantes de los medios de comunicación y los del ejército israelí. Los medios aceptaron acatar las órdenes del Censor Militar, mientras que el ejército israelí acordó no abusar de su papel:
- El objetivo de la censura es impedir la publicación de información de seguridad que pueda beneficiar al enemigo o perjudicar al Estado.
- No habrá censura sobre cuestiones políticas, sobre opiniones o sobre valoraciones a menos que aludan a información clasificada.
- El Censor Militar informará a los medios de comunicación de los asuntos que demanden su aprobación. La lista está sujeta a cambios, pero siempre incluye dos cuestiones generales: la seguridad del Estado y la inmigración de judíos de naciones hostiles a Israel.

## Supervisión parlamentaria y judicial
Durante la década de 1990, el Comité de Asuntos Exteriores y Defensa de la Knéset nombró un subcomité, presidido por Yossi Sarid, para examinar la propia existencia y el papel ejercido por el Censor Militar. Este subcomité recomendó mantener el Acuerdo de Censura vigente pero modificarlo de la siguiente manera:
- Extender los términos del Acuerdo a todos los medios de comunicación en Israel, no sólo a aquellos que tuvieran representantes en el Comité Editorial.
- Una simple apelación a una decisión dictada por el Comité de Censura no será escuchada por el comandante en jefe de las fuerzas armadas sino por un juez del Tribunal Supremo o por un juez jubilado al que se halla concedido el carácter de árbitro según la ley de arbitraje.
- Los términos del Acuerdo de Censura también se harán extensibles a los periodistas extranjeros que trabajan en Israel.
- Un periódico podrá citar cualquier información publicada por otro periódico, siempre y cuando el Censor Militar no considere que dicha información representa un "riesgo inminente e inmediato" según los términos establecidos por el Tribunal Supremo.
- El Censor Militar y el ministro del Interior tendrán prohibido cerrar un periódico que no forme parte del Acuerdo sin darle la oportunidad de apelar dicha decisión ante los tribunales.

El expresidente del Tribunal Supremo, Aharon Barak, dictaminó que cuando haya conflicto directo, el derecho a la vida primará sobre la libertad de expresión:
Precisamente debido a la naturaleza existencial de los asuntos relacionados con la seguridad, es importante que el público sea consciente de la multitud de problemas, de una manera que le permita llegar a decisiones sabias sobre los problemas fundamentales que le conciernen. Precisamente por las repercusiones que las decisiones relativas a la seguridad tienen en la vida de la nación, conviene abrir la puerta al intercambio abierto de opiniones sobre cuestiones de seguridad.
En marzo de 2005, se supo que la Comisión Winograd nombrada por el Ministerio de Defensa para revisar la autoridad del Censor Militar (presidida por el exjuez Eliyahu Winograd), cuyos miembros fueron seleccionados por la entonces Censor Jefe Miri Regev, recomendaría ampliar la autoridad del Censor Militar derogando el fallo del Tribunal Supremo de 1989, que limitaba el alcance de la autoridad del Censor Militar sobre la distribución legítima de noticias. Desde entonces, la profesora Gabriela Shalev, otra miembro de la comisión, expresó su oposición a la medida (oposición iniciada en su momento por otro miembro de la comisión, el profesor Asa Kasher).

## Censor jefe
La unidad está comandada por el Censor Jefe, un oficial designado directamente por el Ministerio de Defensa. Es un puesto totalmente independiente que no está subordinado al Ministro de Defensa, ni al jefe de Estado Mayor, al Directorio de Inteligencia Militar ni a ninguna otra persona en la cadena de mando o en la jerarquía política, y que sólo está sujeto a decisiones parlamentarias y a supervisión judicial. En noviembre de 2023, el censor jefe era el general de brigada Kobi Mandelblit.

## Casos reseñables
- 1954: Asunto Lavon. Israel utilizó a judíos egipcios para llevar a cabo atentados que desestabilizaran al gobierno egipcio. La prensa consiguió eludir la censura mediante el uso de ciertas palabras clave.
- 1977: Las Memorias de Rabin.En sus memorias, el ex primer ministro Isaac Rabin hablaba sobre las órdenes que recibió de David Ben-Gurión de expulsar a las poblaciones palestinas de Ramla y Lydda en 1948. Esta información se eliminó de la edición en inglés.[6]
- 1982: Atentados de Tiro. Dos atentados de Hezbolá en la ciudad libanesa de Tiro que mataron a 103 soldados israelíes fueron censurados en la prensa.
- 1984: Incidente del autobús 300. Cuatro milicianos palestinos secuestraron un autobús, que fue asaltado por comandos israelíes. Dos milicianos murieron en el asalto y otros dos fueron ejecutados después de haber sido capturados. El censor determinó que se informase de que los cuatro habían muerto en el asalto, pero The New York Times publicó una imagen de uno de ellos vivo poco antes de la ejecución.
- 1986: Juicio de Mordejái Vanunu. Un técnico nuclear israelí desveló a The Sunday Times que Israel tenía un programa de armas nucleares. Su juicio estuvo sujeto a la censura militar.
- 1988: Asesinato de Khalil al-Wazir. A dos periodistas estadounidenses se les retiraron sus acreditaciones por publicar sus artículos sin haber sido autorizados previamente por el censor.
- 1997: Intento de asesinato de Khalid Meshal. Uno de los dirigentes de Hamás, que vivía en Jordania, sobrevivió a un intento de asesinato del Mosad.[7]
- 2002: Operación Escudo Defensivo. Los canales estadounidenses CNN y NBC amenazaron con emprender acciones legales para poder retransmitir desde Ramala.[8]
- 2008-2009: Conflicto de la Franja de Gaza.
- 2014: Conflicto de la Franja de Gaza [9] [10]
- 2021: Incidente del Abu Ali Express. Después de que el diario israelí Haaretz revelara que el popular canal de noticias Abu Ali Express estaba en realidad dirigido por Gilad Cohen, un empleado contratado por el ejército israelí para gestionar el canal bajo un seudónimo árabe como herramienta de guerra psicológica, el censor militar israelí prohibió a la prensa israelí publicar el nombre real de Cohen.[11]
- 2022: Guerra de drones. Después de más de dos décadas de uso en diversos conflictos, en julio de 2022 se levantó finalmente una orden de censura permanente que impedía a la prensa israelí informar sobre los drones militares israelíes.[12]
- 2023-actualidad: cobertura de la CNN de la Guerra Israel-Gaza. Un periodista de la CNN reveló que, desde hace décadas, todos los artículos de esta cadena estadounidense sobre el conflicto palestino-israelí, independientemente de si eran escritos en Israel, en Palestina, en Estados Unidos o en cualquier otro lugar, eran remitidos previamente al censor militar israelí.[13]